# Sigue Sigue Sputnik
Sigue Sigue Sputnik foi uma banda britânica de new wave formada em 1982 pelo ex-baixista do Generation X Tony James. A banda teve três singles no top 40 do Reino Unido, incluindo "Love Missile F1-11" e "21st Century Boy". A música, a imagem e a inspiração da banda vêm de uma variedade de bandas eletrônicas e glam, como Suicide e New York Dolls.
A banda mistura timbres eletrônicos, rockabilly e punk rock.

## Integrantes
- Tony James
- Martin Degville
- Neal X
- Ray Mayhew
- Chris Kavanagh
- Yana YaYa

## Discografia
Álbuns
- 1986 – Flaunt It
- 1988 – Dress For Excess
- 1992 – The First Generation
- 1997 – The First Generation - Second Edition
- 1998 – The Ultimate 12" Collection
- 2000 – Sci-Fi Sex Stars
- 2001 – 21st Century Boys: The Best of Sigue Sigue Sputnik
- 2001 – Pirate Space
- 2001 – A Gothic-Industrial Tribute to The Smashing Pumpkins
- 2002 – Blak Elvis vs. The Kings of Electronic Rock and Roll
- 2003 – Ultra Real

Singles
- 1986 – Love Missile F1-11 (UK sleeve) UK #3
- 1986 – Love Missile F1-11 (US sleeve)
- 1986 – Love Missile F1-11 (German sleeve)
- 1986 – Love Missile F1-11 (Japanese sleeve)
- 1986 – Love Missile F1-11 (Russian sleeve)
- 1986 – Love Missile F1-11 (The Bangkok Remix)
- 1986 – 21st Century Boy UK #20
- 1986 – 21st Century Boy (German Remix)
- 1986 – Sex Bomb Boogie
- 1986 – Massive Retaliation
- 1986 – Sci-Fi Sex Stars
- 1988 – Success UK #31
- 1988 – Success (Acid Mixes)
- 1988 – Success (Pete Waterman Cover)
- 1989 – Albinoni vs. Star Wars UK #75
- 1989 – Dancerama UK #50
- 1989 – Dancerama (Remixes)
- 1989 – Dancerama (Picture Disc)
- 1989 – Rio Rocks
- 1989 – Rio Rocks (Samba Remixes)
- 2001 – Love Missile F1-11 (Westbam Remix)
- 2002 – Everybody Loves You
- 2004 – Grooving With Mr. Pervert

## Videografia
Videos
- 1986 – Love Missile F1-11
- 1986 – 21st Century Boy
- 1986 – Sex Bomb Boogie
- 1988 – Success
- 1988 – Dancerama
- 1988 – Albinoni vs Star Wars
- 1988 – Rio Rocks
- 2003 – Live in Tokyo